# Miquel Farré i Albagés
Miquel Farré i Albagés (Barcelona, 1901 - 1978), pintor, catedràtic de Procediments Pictòrics a l'Escola Superior de Belles Arts de Sant Jordi i acadèmic de número (ingrés el 25 de juny de 1943) de la Reial Acadèmia Catalana de Belles Arts de Sant Jordi de Barcelona i fundador, l'any 1959, de l'Escola de Pintura Mural Contemporània de Sant Cugat del Vallès. En la seva activitat artística Farré fou particularment reconegut com a aquarel·lista i muralista, havent desenvolupat també obra en l'àmbit del cartellisme.

## Aquarel·la
Des dels 14 anys assisteix com a alumne lliure als cursos nocturns de l'Escola d'Arts i Oficis i Belles Arts de la Llotja, on passa a ser alumne oficial entre 1917 i 1921.
Conclosa la fase de formació acadèmica, Farré inicia la seva carrera artística escollint no vincular-se als corrents més marcants de l'època – el Noucentisme i les avantguardes – i traçant, en canvi, una trajectòria pròpia que reivindica el valor d'una tècnica sovint menystinguda, l'aquarel·la.
Farré s'havia interessat per aquesta tècnica des de la seva fase formativa, havent participat a l'exposició anual de l'Agrupació d'Aquarel·listes de Barcelona de 1918, on va vendre la seva primera obra. Amb el propòsit de superar l'estigma de "carrincloneria i frivolitat" que pesava sobre l'aquarel·la, Farré s'imposa un domini tècnic d'aquesta tècnica per modernitzar-la i desenvolupar-ne tot el potencial expressiu. L'artista dona continuïtat a l'exploració de la llum i del color a través de la pintura a l'aigua durant la seva estada a la Residencia de Pintores de l'Alhambra de Granada, el 1925, on gaudeix d'una beca d'ampliació d'estudis.
Un cop acabada l'estada a Granada, Farré torna a Barcelona on, fins a l'esclat de la Guerra Civil Espanyola, consolidarà la seva carrera artística. Participa en un gran nombre d'exposicions col·lectives per tota la geografia espanyola a més fer diverses exposicions individuals a les sales Parés (1927) i Busquets (1933 i 1935) amb ampli ressò a la premsa. Si bé no va deixar de produir obra de qualitat a l'oli, Farré realitzarà la major part de la seva pintura de cavallet a l'aigua. Amb aquesta tècnica obté el Premi Nacional d'Aquarel·la (1933) i un creixent reconeixement crític que l'arriba a situar com el millor aquarel·lista de la seva època. Entre els temes que tracta en aquesta època es troben des de paisatges andalusos, fins a escenes urbanes de Barcelona, figures i paisatges d'alta muntanya.
La pintura de Farré és sempre figurativa. Immers en els debats de l'època sobre la naturalesa i el propòsit de la pintura – abstracció o figuració, bidimensionalitat o volumetria en la pintura, entre d'altres – Farré reivindica fermament la representació tridimensional. En les seves mans, però, la representació no és mai una còpia mimètica de la realitat (com sí que pretenia la tradició acadèmica de la qual tots els artistes moderns busquen distanciar-se). Ben al contrari, Farré entén la representació com un exercici d'abstracció, comprensió i expressió de la realitat.
En conseqüència, les seves aquarel·les tenen una forta empremta personal, una expressivitat original marcada, en paraules del crític Joan Cortés i Vidal, per l'amplitud, "amplitud de concepció, amplitud d'assumpte, amplitud de factura. Farré concep les seves obres en grans masses, en grans plans; els seus assumptes fugen de la mesquinesa i de la nimietat, la seva execució és tractada amb un traç vigorós que assenyala i delimita els elements del quadre sense entretenir-se en el detall".
Aquest desig d'expressió en amplitud genera en Farré una atracció progressiva cap a la pintura mural, en la que les dimensions de la superfície a pintar fan possible un gest més ampli i un joc de volums més enèrgic. Si bé els primers contactes amb aquesta tècnica daten de 1929-1930, el desenvolupament de Farré com a muralista es concretarà sobretot després de la Guerra Civil Espanyola (vegeu secció: Pintura mural).

## Cartellisme
Text en construcció

## Guerra Civil
Text en construcció

## Pintura Mural
En plena consolidació de la seva carrera com aquarel·lista, el 1929 Farré entra en contacte amb la pintura mural en un viatge d'estudis a Madrid i Granada finançat pel Patronat R. Amigó-Cuyàs. L'interès que li desperta aquesta forma de decoració el porta a participar, l'any següent, en el curs de Tècniques de Pintura al Fresc de l'Istituto di Belle Arti di Porta Romana, a Itàlia.
La seva atracció pel fresc no estava deslligada del seu profund coneixement de l'aquarel·la. Malgrat les evidents diferències de concepció que deriven de treballar amb suports tan diferents - el full de paper i la paret de grans dimensions i sovint corba - per a Farré fresc i aquarel·la eren en realitat dues tècniques molt pròximes. Totes dues consistien en procediments a l'aigua i, per tant, exigien una execució ràpida i disciplinada, amb l'única diferència que els colors a l'aquarel·la requerien una substància adherent, la goma, i el color al fresc no, perquè el que els fixava al mur era la calç. La pintura al fresc, per altra banda, realitzada sempre sobre grans superfícies, li permetia desenvolupar amb tota plenitud el gest ample i vigorós que ja havia caracteritzat la seva producció a l'aquarel·la (vegeu secció: Aquarel·la)
Farré rep el seu primer encàrrec mural el 1935, consistent en quatre grans plafons a l'església de Raimat, Lleida. Aquests, que representaven la Passió, Mort i Resurrecció de Jesús, varen quedar destruïts durant la Guerra Civil Espanyola. Farré els torna a pintar l'any 1954 amb temes de l'Antic Testament relacionats amb la terra i l'agricultura (vegeu galeria).
Havent marxat a Itàlia el 1936 a causa del conflicte armat (vegeu secció: Guerra Civil), l'artista aprofita una estada a Florència per ampliar coneixements sobre la pintura al fresc. Així, a partir d'un estudi profund de la història d'aquesta tècnica, Farré esdevé un purista del fresc que s'imposa a ell mateix el màxim rigor de les antigues formes dels millors fresquistes, sense retocs de tremp o d'oli 'en sec'.
La seva carrera com a muralista al fresc pren cos en tornar Farré a Barcelona després de la Guerra Civil. Si bé continua fent aquarel·la, a partir de 1951 deixa d'exposar-la, preferint centrar-se en la pintura mural i la docència (vegeu secció: Docència).
Obres realitzades al fresc:
- Església de Raimat, Lleida (1935 – destruïdes a la Guerra Civil) (1954) (vegeu galeria)
- Capella de Can Codorniu, Sant Sadurní d'Anoia, Barcelona (1941-42)
- Església de les Escoles Pies, carrer Diputació, Barcelona (1943)
- Capella del Santíssim, Reial Col·legiata de Santa Anna, Barcelona (1945)
- Capella de Sant Joan Bosco, Temple Expiatori del Tibidabo, Barcelona (1948)
- Capella de la Mare de Déu del Claustre, Catedral de Solsona (1949-1952)
- Escala del Banco de Bilbao, actualment Zara, Plaça Catalunya, Barcelona (1952) (vegeu galeria)
- Capella de Suquets, Explotació Agrícola de Sucs, Lleida (1953)
- Convent de les Carmelites, Mataró, Barcelona (1955)
- Hall del Banco de Vizcaya, Barcelona (1955)
- Homenatge a la Vellesa, Llars Mundet, Barcelona (1957)
- Sala d'armes de l'Alcàsser de Segòvia, Segòvia (1960)
- Sala de visites de Can Codorniu, Sant Sadurní d'Anoia, Barcelona (1962)
- Capella de Sant Jordi, Palau de la Generalitat de Catalunya, Barcelona (1975) (vegeu galeria)

## Docència
Un dels seus deixebles, Jesús Carles de Vilallonga, va pintar murals a una capella de la Molina i a diversos edificis al Canadà.

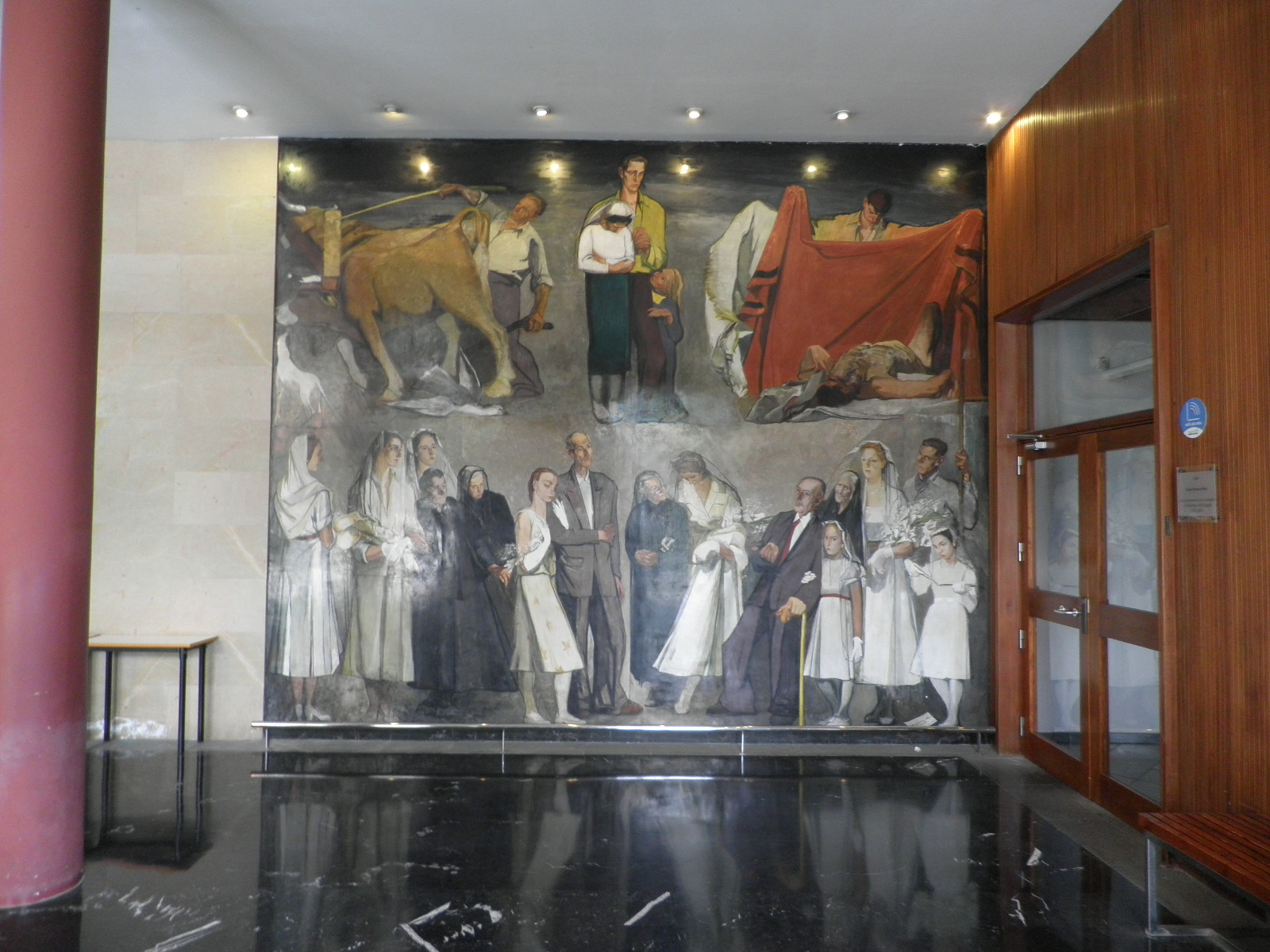
Mural Homenatge a la vellesa (1957) a l'edifici Llevant de les Llars Mundet

Text en construcció